# Понькінська сільська рада
По́нькінська сільська рада (рос. Понькинский сельский совет) — сільське поселення у складі Шадрінського району Курганської області Росії.
Адміністративний центр — село Понькіно.
Населення сільського поселення становить 368 осіб (2017; 395 у 2010, 592 у 2002).

## Склад
До складу сільського поселення входять:
| Населений пункт    | Населення, осіб (2002) | Населення, осіб (2010) |
| ------------------ | ---------------------- | ---------------------- |
| Єрмакова, присілок | 93                     | 53                     |
| Нікітино, присілок | 9                      | 9                      |
| Понькіно, село     | 490                    | 333                    |